# Ponte del Beipanjiang

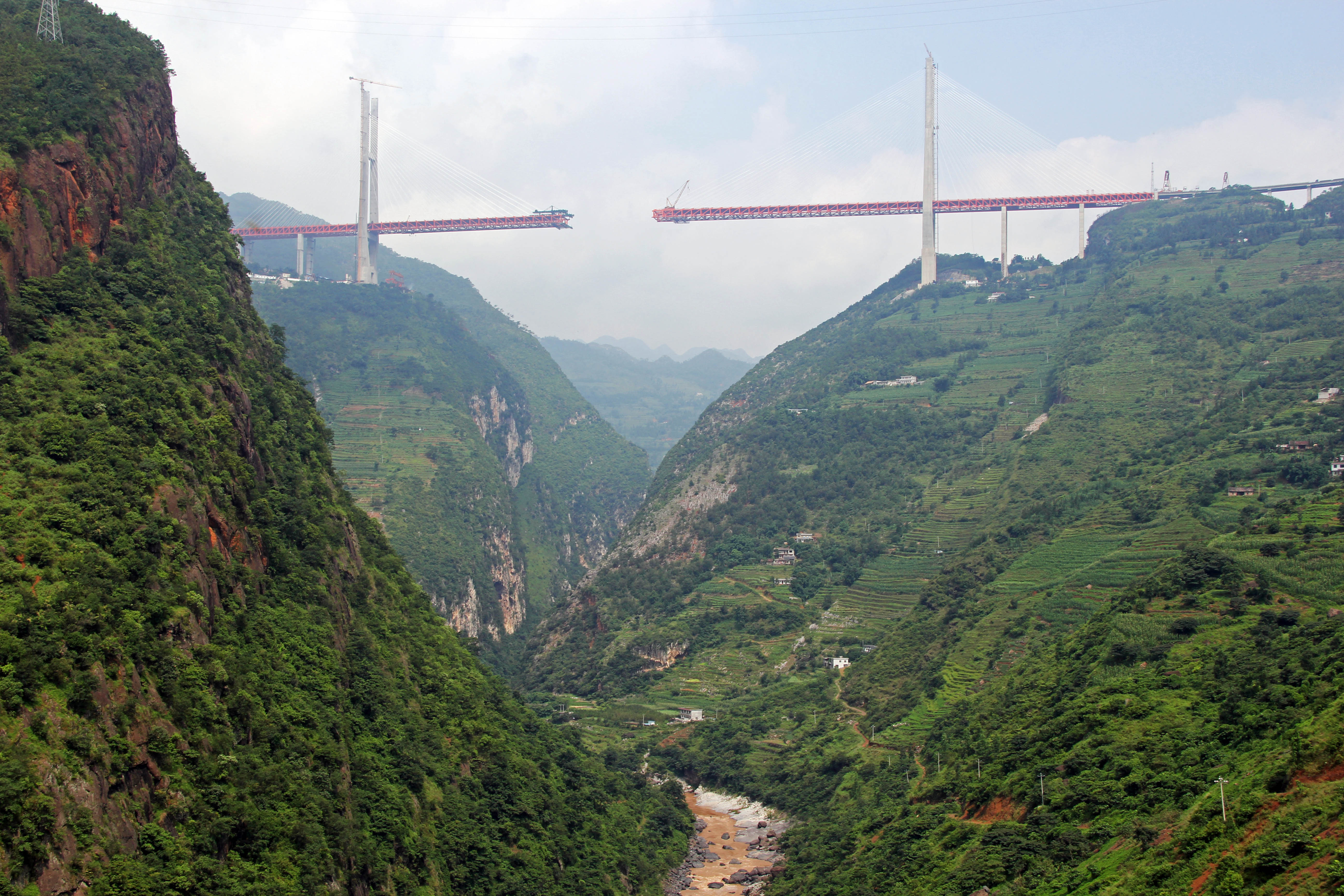
Vista panoramica del ponte, ancora in costruzione, nel 2016

Il ponte di Beipanjiang (in cinese 北盘江第一桥，pinyin: Beipanjiangdaqiao) è un ponte strallato situato in Cina che collega il villaggio di Duge, nella provincia del Guizhou, al villaggio di Lalong nella provincia dello Yunnan.

## Descrizione
La struttura, che ha una lunghezza di 1.341,4 metri, è stata inaugurata sul finire del 2016 ed è il ponte più alto del mondo con un'altezza di 565 metri.
La cittadina Duge nel Guangzhou e la cittadina Puli nello Yunnan, in Cina, si situano sulle due rive del fiume Beipan. Gli abitanti delle due città dovevano attraversare tre montagne e percorrere 40 km. Dopo l’apertura del ponte il tempo di percorrenza si è ridotto da cinque a un'ora di auto, facilitando gli spostamenti della popolazione locale.

## Galleria d'immagini

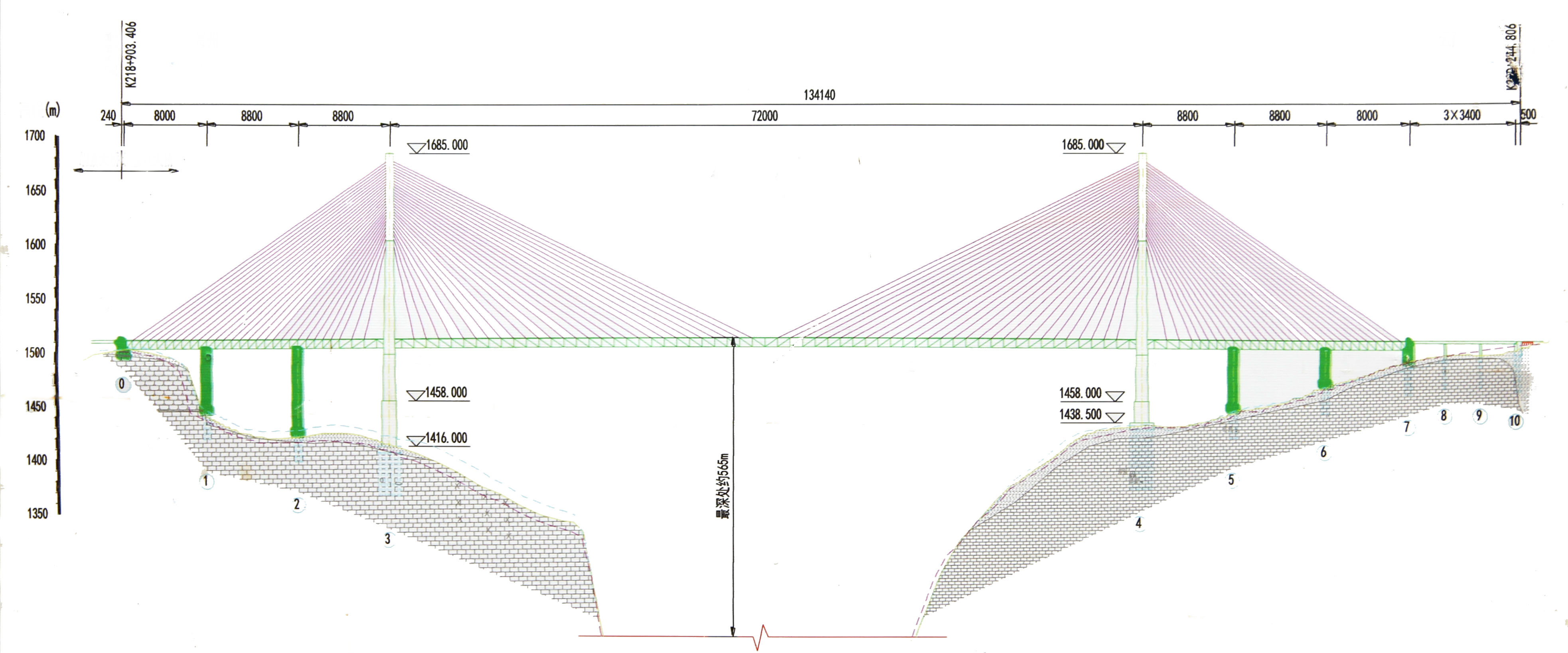
Schema del ponte
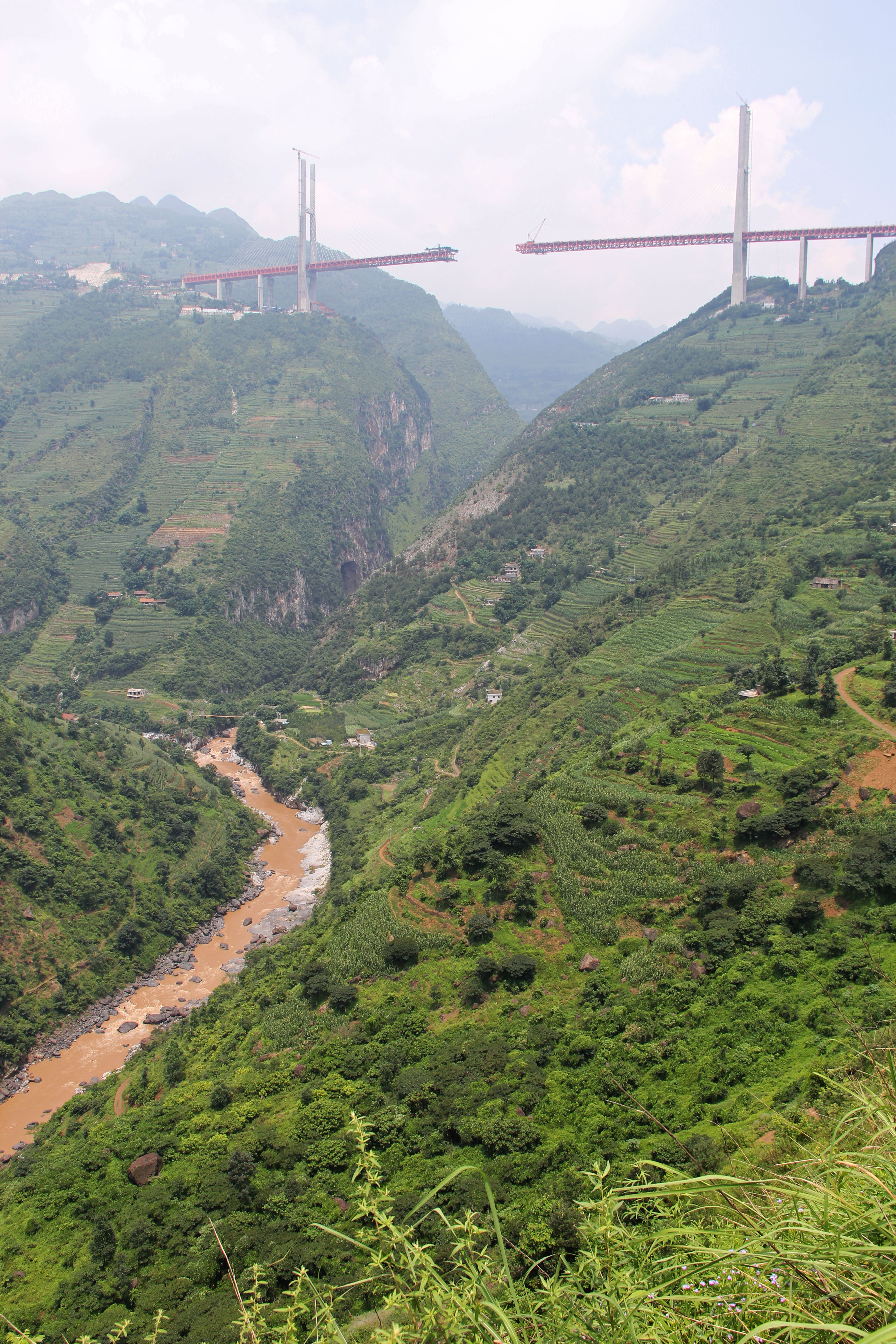
La costruzione del ponte nel 2016